# 대한민국 제2대 국회 전반기 의장단 선거
제2대 국회 전반기 의장단 선거는 1950년 6월 19일에 실시되었다.
선거 결과 재선의 신익희 민주국민당 의원이 국회의장에, 초선의 장택상 무소속 의원과 재선의 조봉암 대한국민당 의원이 국회부의장에 선출되었다.
기성 정당의 참패로 끝난 제2대 총선 이후 첫 여야 간 실력 대결이 된 국회의장 선거 결과 여권의 오하영, 이갑성 등은 낙선하고 야권의 신익희와 무소속의 조소앙이 각각 1위와 2위를 함에 따라 제2대 국회의 여소야대 형세가 가시화되었다. 당시 선거에는 구속 중이던 김명동 대한국민당 의원을 제외한 재적 의원 전원이 참석하였다.

## 선거 제도
국회의장 및 국회부의장 선거에서 당선자는 재적 의원 2/3 이상의 출석과 출석 의원 과반수의 찬성으로 결정하도록 되어있었다. 만약 1차 투표 결과 과반을 득표한 후보가 없을 시 2차 투표를 해야 했으며, 2차 투표에서도 과반을 득표한 후보가 없을 시 상위 득표자 2인에 대하여 결선 투표를 실시해 최다 득표자를 당선자로 하도록 되어 있었다.

## 배경
대한국민당(이하 국민당)과 민주국민당(이하 민국당)의 보수 양당제는 1950년 총선에서 기성 정당들이 부진하고 무소속 후보들이 대거 당선되면서 균열을 보이게 되었다. 총선 후 국회는 국민당을 중심으로 한 여권과 민국당을 중심으로 한 야권, 그리고 무소속 및 군소 정당들로 이루어진 제3지대 등 3파벌 구도로 재편되었는데, 어느 한 쪽이 확실한 우위를 점하지 못하는 상황에서 국회의장 선거는 각 파벌의 원내 세력을 확인하는 계기가 될 것으로 보여지고 있었다.
국회의장에는 민족 대표 33인 출신의 오하영, 직전 국회의장을 지낸 신익희, 사회당 당수인 조소앙 등 세 의원이 유력하게 거론되고 있었다. 오하영 의원은 여권, 신익희 의원은 야권, 조소앙 의원은 제3지대 의원들로부터 각각 지지를 받고 있었다. 국회부의장에는 이갑성 의원, 지청천 의원, 윤기섭 의원, 조봉암 의원, 원세훈 의원, 장건상 의원 등이 거론되고 있었다.

## 선거 결과

### 국회의장 선거
경기도 광주군 지역구의 신익희 민주국민당 의원이 당선되었다.
| 후보     | 소속         | 1차 투표 | 1차 투표 | 2차 투표 | 2차 투표 | 비고 |
| 후보     | 소속         | 득표     | %        | 득표     | %        | 비고 |
| -------- | ------------ | -------- | -------- | -------- | -------- | ---- |
| 신익희   | 민주국민당   | 96       | 45.9     | 109      | 52.2     | 당선 |
| 조소앙   | 사회당       | 48       | 23.0     | 57       | 27.3     |      |
| 오하영   | 무소속       | 46       | 22.0     | 42       | 20.1     |      |
| 이용설   | 무소속       | 0        | -        | 1        | 0.5      |      |
| 이갑성   | 무소속       | 11       | 5.3      | 0        | -        |      |
| 안재홍   | 무소속       | 3        | 1.4      | 0        | -        |      |
| 김용무   | 민주국민당   | 1        | 0.5      | 0        | -        |      |
| 윤기섭   | 민족자주연맹 | 1        | 0.5      | 0        | -        |      |
| 장건상   | 무소속       | 1        | 0.5      | 0        | -        |      |
| 장택상   | 무소속       | 1        | 0.5      | 0        | -        |      |
| 지청천   | 민주국민당   | 1        | 0.5      | 0        | -        |      |
| 총투표수 | 총투표수     | 209      | 100      | 209      | 100      |      |

### 제1차 국회부의장 선거
경상북도 칠곡군 지역구의 장택상 무소속 의원이 당선되었다.
| 후보     | 소속           | 1차 투표 | 1차 투표 | 2차 투표 | 2차 투표 | 결선 투표 | 결선 투표 | 비고 |
| 후보     | 소속           | 득표     | %        | 득표     | %        | 득표      | %         | 비고 |
| -------- | -------------- | -------- | -------- | -------- | -------- | --------- | --------- | ---- |
| 장택상   | 무소속         | 41       | 19.6     | 69       | 33.0     | 104       | 49.8      | 당선 |
| 조봉암   | 대한국민당     | 38       | 18.2     | 57       | 27.3     | 99        | 47.4      |      |
| 조소앙   | 사회당         | 28       | 13.4     | 30       | 14.4     | -         | -         |      |
| 이갑성   | 무소속         | 27       | 12.9     | 22       | 10.5     | -         | -         |      |
| 안재홍   | 무소속         | 14       | 6.7      | 10       | 4.8      | -         | -         |      |
| 지청천   | 민주국민당     | 18       | 8.6      | 6        | 2.9      | -         | -         |      |
| 조헌영   | 무소속         | 11       | 5.3      | 4        | 1.9      | -         | -         |      |
| 윤기섭   | 민족자주연맹   | 5        | 2.4      | 3        | 1.4      | -         | -         |      |
| 오하영   | 무소속         | 8        | 3.8      | 2        | 1.0      | -         | -         |      |
| 임영신   | 대한여자국민당 | 1        | 0.5      | 1        | 0.5      | -         | -         |      |
| 이용설   | 무소속         | 1        | 0.5      | 1        | 0.5      | -         | -         |      |
| 이규갑   | 대한국민당     | 3        | 1.4      | 1        | 0.5      | -         | -         |      |
| 장건상   | 무소속         | 1        | 0.5      | 1        | 0.5      | -         | -         |      |
| 이종린   | 일민구락부     | 4        | 1.9      | 1        | 0.5      | -         | -         |      |
| 여영복   | 무소속         | 0        | -        | 1        | 0.5      | -         | -         |      |
| 김동성   | 무소속         | 3        | 1.4      | 0        | -        | -         | -         |      |
| 김용무   | 민주국민당     | 1        | 0.5      | 0        | -        | -         | -         |      |
| 박정근   | 무소속         | 1        | 0.5      | 0        | -        | -         | -         |      |
| 원세훈   | 민족자주연맹   | 1        | 0.5      | 0        | -        | -         | -         |      |
| 이종영   | 국민회         | 1        | 0.5      | 0        | -        | -         | -         |      |
| 정일형   | 무소속         | 1        | 0.5      | 0        | -        | -         | -         |      |
| 기권     | 기권           | 0        | -        | 0        | -        | 4         | 1.9       |      |
| 무효     | 무효           | 0        | -        | 0        | -        | 1         | 0.5       |      |
| 불명     | 불명           | 0        | -        | 0        | -        | 1         | 0.5       |      |
| 총투표수 | 총투표수       | 209      | 100      | 209      | 100      | 209       | 100       |      |

### 제2차 국회부의장 선거
경기도 인천시 병 지역구의 조봉암 대한국민당 의원이 당선되었다.
| 후보     | 소속           | 1차 투표 | 1차 투표 | 2차 투표 | 2차 투표 | 결선 투표 | 결선 투표 | 비고 |
| 후보     | 소속           | 득표     | %        | 득표     | %        | 득표      | %         | 비고 |
| -------- | -------------- | -------- | -------- | -------- | -------- | --------- | --------- | ---- |
| 조봉암   | 대한국민당     | 67       | 32.1     | 91       | 43.5     | 114       | 54.8      | 당선 |
| 지청천   | 민주국민당     | 37       | 17.7     | 64       | 30.6     | 81        | 38.9      |      |
| 이갑성   | 무소속         | 33       | 15.8     | 38       | 18.2     | -         | -         |      |
| 조소앙   | 사회당         | 10       | 4.8      | 3        | 1.4      | -         | -         |      |
| 임영신   | 대한여자국민당 | 1        | 0.5      | 2        | 1.0      | -         | -         |      |
| 권태욱   | 무소속         | 3        | 1.4      | 1        | 0.5      | -         | -         |      |
| 조헌영   | 무소속         | 11       | 5.3      | 1        | 0.5      | -         | -         |      |
| 윤기섭   | 민족자주연맹   | 2        | 1.0      | 1        | 0.5      | -         | -         |      |
| 이종린   | 일민구락부     | 3        | 1.4      | 1        | 0.5      | -         | -         |      |
| 안재홍   | 무소속         | 13       | 6.2      | 0        | -        | -         | -         |      |
| 김용무   | 민주국민당     | 6        | 2.9      | 0        | -        | -         | -         |      |
| 이규갑   | 대한국민당     | 4        | 1.9      | 0        | -        | -         | -         |      |
| 오하영   | 무소속         | 3        | 1.4      | 0        | -        | -         | -         |      |
| 장건상   | 무소속         | 3        | 1.4      | 0        | -        | -         | -         |      |
| 박정근   | 무소속         | 3        | 1.4      | 0        | -        | -         | -         |      |
| 김동성   | 무소속         | 3        | 1.4      | 0        | -        | -         | -         |      |
| 박순천   | 대한부인회     | 1        | 0.5      | 0        | -        | -         | -         |      |
| 이용설   | 무소속         | 1        | 0.5      | 0        | -        | -         | -         |      |
| 김양수   | 민주국민당     | 1        | 0.5      | 0        | -        | -         | -         |      |
| 기권     | 기권           | 1        | 0.5      | 2        | 1.0      | 3         | 1.4       |      |
| 무효     | 무효           | 3        | 1.4      | 0        | -        | 0         | -         |      |
| 총투표수 | 총투표수       | 209      | 100      | 209      | 100      | 208       | 100       |      |